# Комски језик
Комски језик је језик којим говоре Коми, народ насељен у североисточном делу Европе у Русији. Спада у групу уралских језика. Најчешће варијације овог језика су комско-зирјански који се говори у Републици Коми и комско-пермјачки, који се говори у Коми-пермјачком округу.